# آرتور وینت
آرتور وینت (انگلیسی: Arthur Wint; ۲۵ مهٔ ۱۹۲۰ – ۱۹ اکتبر ۱۹۹۲) دونده سرعت اهل جامائیکا بود.
وی در مسابقات کشوری و بین‌المللی در مجموع برندهٔ ۶ مدال طلا و ۲ مدال نقره شده‌است.